# Prueba de galera
En la impresión y en la edición de libros, las pruebas son las versiones preliminares  de las publicaciones hechas con el fin de que  sean revisadas por autores, editores, y correctores, a menudo con márgenes extraanchos. Las pruebas de galera pueden encontrarse en bruto y sin terminar, y en algunos casos son transmitidas electrónicamente. Están creadas para la corrección, pero también pueden ser utilizadas para fines promocionales o de revisión.

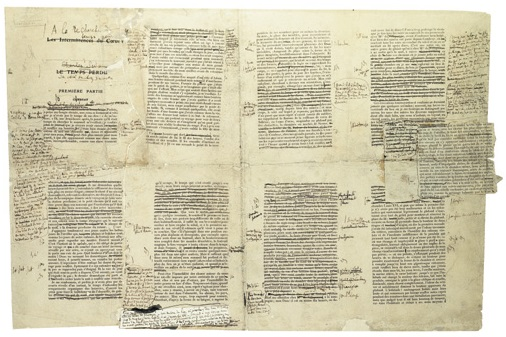
Primera prueba de galera de A la recherche du temps perdu: Du côté de chez Swann con notas manuscritas de Marcel Proust

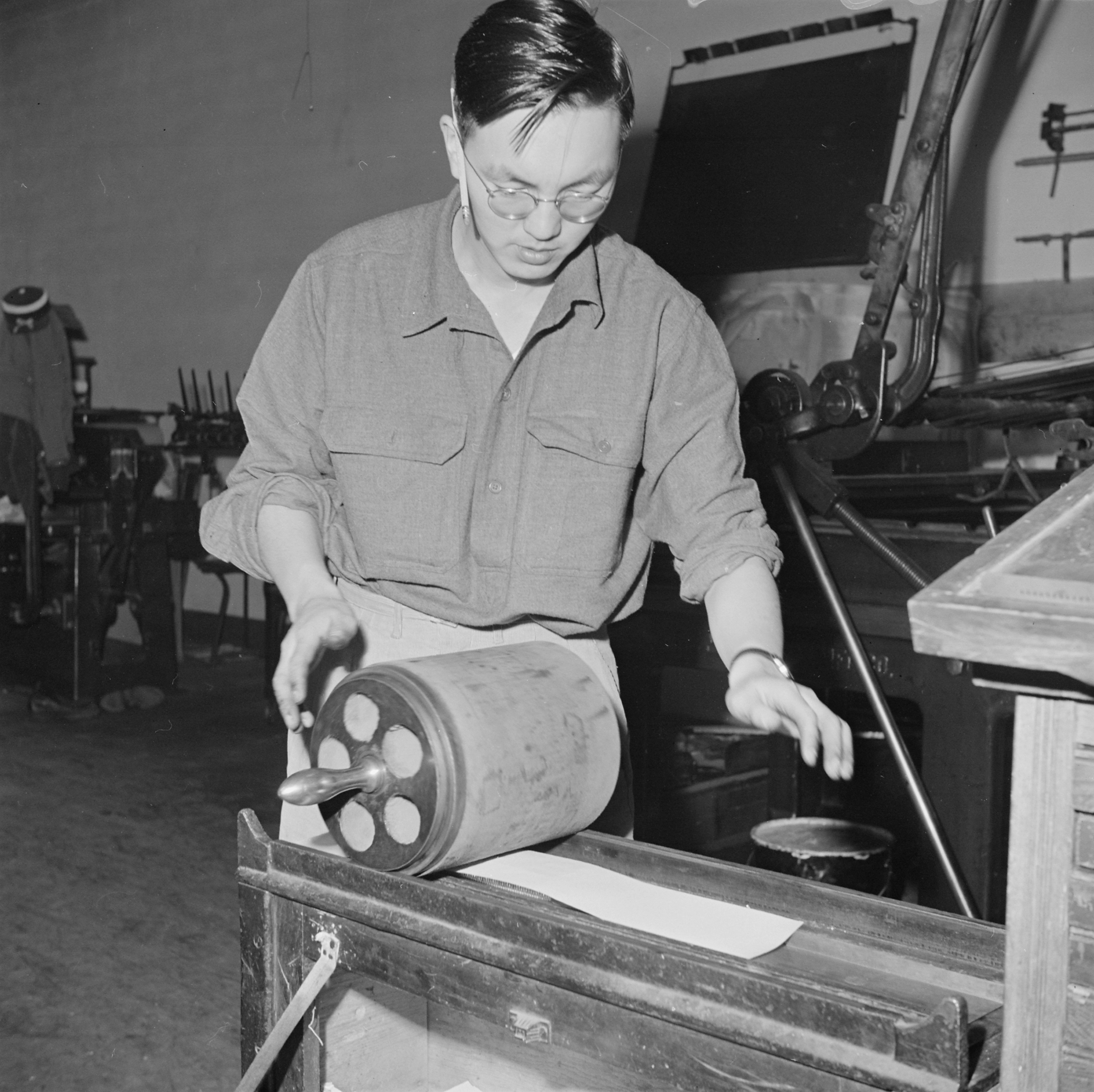
Bill Hosokawa haciendo una tirada de una prueba de galera mientras trabajaba como editor de diario en el Heart Mountain concentration camp, 1943

## Pruebas de galera histórica
Prueba, en contexto tipográfico, es un término que data de alrededor de 1600. El objetivo principal de la prueba es crear una herramienta para verificar que el trabajo es correcto. Todos los cambios necesarios o sugeridos están marcados físicamente en pruebas en papel o marcados electrónicamente en pruebas electrónicas por el autor, el editor y los revisores. El  compositor, tipógrafo, o impresor recibe las copias editadas, corrige y reorganiza el tipo o la paginación, y se encarga de que los trabajadores de la prensa impriman las copias finales o publicadas.
Las pruebas de galeras o galeras se llaman así porque en la década de 1650, cuando la impresión tipográfica se hacía a mano, el impresor colocaba la página en galeras, es decir, en las bandejas de metal en las que se encontraba el tipo colocado y fijado en su lugar. Luego se usaría una pequeña prensa de prueba para imprimir un número limitado de copias para corrección de pruebas. Las pruebas de galeras son, por lo tanto, históricamente hablando, galeras impresas en una prensa de prueba.
Desde el punto de vista del impresor, la prueba de galera, como se originó durante la era del tipo físico manual, tenía dos propósitos principales: verificar que el compositor había configurado la copia con precisión (porque a veces se ponían los tipos individuales en la casilla incorrecta después de su uso) y que el tipo estaba libre de defectos (porque el tipo de metal es comparativamente suave, por lo que puede dañarse).
Una vez que se produce una prueba de galera sin defectos, la editorial solicita una serie de pruebas de galeras para distribuirlas entre los editores y autores para una lectura final y correcciones al texto antes de que el tipo se fije en la casilla de impresión.

## Pruebas sin corrección
Una prueba no corregida es una versión de prueba (en papel o en formato digital) que aún no ha recibido la aprobación final del autor y del editor. El término también puede aparecer en las portadas de las copias de lectura anticipada; véase abajo.
En estos días, debido a que gran parte del trabajo de composición y preimpresión se realiza digitalmente y se transmite electrónicamente, el término "prueba no corregida" es más común que el término más antiguo prueba de galera, que se refiere exclusivamente a un sistema de prueba en papel. Sin embargo, si una impresión en papel de una prueba no corregida se realiza en una impresora de escritorio o fotocopiadora y se usa como prueba en papel para autorizaciones o editoriales, se aproxima a una prueba de galera, y puede denominarse una galera.
A veces las versiones de pruebas electrónicas preliminares también se la denomina pruebas digitales, pruebas de pdf y pruebas de pre-fascículo, la última porque se ven como páginas individuales, no como se verán cuando se reúnan en fascículos o firmas para la prensa.

## Pruebas finales
Las pruebas creadas por el impresor para la aprobación del editor luego de enviarse a prensa se denominan pruebas finales. En este punto de la producción, se supone que todos los errores han sido corregidos y que las páginas han sido preparadas para el doblado y corte en prensa. Para corregir un error en esta etapa se necesita un costo adicional por página, por lo tanto se disuade a los autores de realizar muchos cambios en las pruebas finales, en caso de ser aceptadas las correcciones de último momento por el personal editorial.
En la etapa de prueba final, la disposición de las páginas se examina minuciosamente. Adicionalmente, dado que las pruebas de página finales contienen la paginación final, si un índice no fue compilado en alguna etapa más temprana en producción, esta paginación facilita la compilación del índice del libro y la corrección de su tabla de contenidos.

## Nota
1. ↑  Las pruebas electrónicas preliminares fueron llamadas por Donald E. Knuth pre-fascículo al describir las primeras versiones de pre-producción de los fascículos de su obra The Art of Computer Programming (El arte de la programación de computadoras).